# Centre Nacional d'Informació Geogràfica
El Centre Nacional d'Informació Geogràfica (CNIG) és un Organisme autònom d'Espanya pertanyent a la Administració General de l'Estat i creat en 1989. Està adscrit al Ministeri de Foment d'Espanya a través de la Direcció general del l'Institut Geogràfic Nacional d'Espanya.

## Objectius
La seva finalitat és la de produir, desenvolupar i distribuir els treballs i publicacions de caràcter geogràfic que demandi la societat espanyola, incloent la comercialització dels quals realitza la Direcció general de l'Institut Geogràfic Nacional d'Espanya en execució de les funcions que li són atribuïdes legalment, l'elaboració de productes derivats i temàtics i la seva distribució nacional i internacional amb especial dedicació a la realització de projectes basats en tecnologies avançades, programes de recerca i desenvolupament, i prestació d'assistència tècnica en l'àmbit de les ciències i tècniques geogràfiques. Els seus objectius són:
1. Informar i divulgar la disponibilitat i característiques dels productes geogràfics existents, per a la seva utilització per part d'organismes públics, empresas i particulars. Difondre el coneixement cartogràfic en la societat espanyola i iberoamericana.
2. Proporcionar assessorament i assistència tècnica a altres organismes i centres de les Administracions Públiques en matèria de cartografia, geodèsia, geofísica i en la implantació i desenvolupament de Sistemes d'Informació Geogràfica.
3. Establir acords comercials amb empreses del sector editorial i de l'informàtic per al desenvolupament de productes específics a partir dels productes propis de l'Institut Geogràfic Nacional.
4. Donar valor afegit a les dades bàsiques produïdes per l'Institut Geogràfic Nacional per adaptar-los a les necessitats dels clients.
5. Exercitar la presència de l'Institut Geogràfic Nacional en organitzacions internacionals
6. La planificació i gestió de la Infraestructura d'Informació Geogràfica d'Espanya, així com l'harmonització i normalització, en el marc del Sistema Cartogràfic Nacional, de la informació geogràfica oficial.

## Centre de descàrregues
En Centre Nacional d'Informació Geogràfica disposa d'un portal d'internet a través del qual es poden descarregar per internet la cartografia disponible en format digital de manera totalment gratuïta.
Permet la descàrrega tant en format raster com a vectorial de les fulles d'escala 1:500.000, 1:200.000, 1:50.000, 1:25.000 així com les fotografies aèries mes recents difondre el coneixement cartogràfic en la societat espanyola i iberoamericana procedents del Pla Nacional d'Ortofotografia Aèria.
Disposa igualment d'altres productes com ortofografies aèries i satèl·lits, mapes d'ús del sòl, informació geogràfica de referència, documentació geogràfica antiga, models digitals del terreny, ...